# Lasse Paulsen
Lasse Paulsen (3 settembre 1974) è un ex sciatore alpino norvegese.

## Biografia
Paulsen, originario di Narvik, debuttò in campo internazionale ai Mondiali juniores di Montecampione/Colere 1993; in Coppa del Mondo esordì il 29 dicembre 1996 a Bormio in discesa libera (20º) e ottenne il miglior piazzamento il 21 dicembre 1998 a Innsbruck in supergigante (10º). Prese parte a due rassegne iridate, Vail/Beaver Creek 1999 (27º nel supergigante) e Sankt Anton am Arlberg 2001 (16º nello slalom gigante); conquistò l'ultimo podio in Coppa Europa il 9 gennaio 2002 a Tarvisio in supergigante (2º) e prese per l'ultima volta il via in Coppa del Mondo il 20 dicembre dello stesso anno in Val Gardena in supergigante (49º). Si ritirò al termine della stagione 2005-2006 e la sua ultima gara fu uno slalom gigante FIS disputato il 3 aprile a Lutsen, chiuso da Paulsen al 18º posto.

## Palmarès

### Coppa del Mondo
- Miglior piazzamento in classifica generale: 50º nel 1999

### Coppa Europa
- Miglior piazzamento in classifica generale: 46º nel 2001
- 2 podi (dati dalla stagione 1994-1995):
  - 1 secondo posto
  - 1 terzo posto

### Australia New Zealand Cup
- Miglior piazzamento in classifica generale: 20º nel 2001
- 1 podio (dati dalla stagione 1994-1995):
  - 1 secondo posto

### Campionati norvegesi
- 13 medaglie (dati dalla stagione 1994-1995):
  - 4 ori (combinata nel 1998; supergigante nel 1999; supergigante nel 2000; discesa libera nel 2001)[1]
  - 4 argenti (discesa libera, supergigante nel 1998; supergigante nel 2002; discesa libera nel 2003)
  - 5 bronzi (discesa libera, supergigante nel 1996; discesa libera, supergigante, combinata[senza fonte] nel 1997)